# AKA Ausfuhrkredit

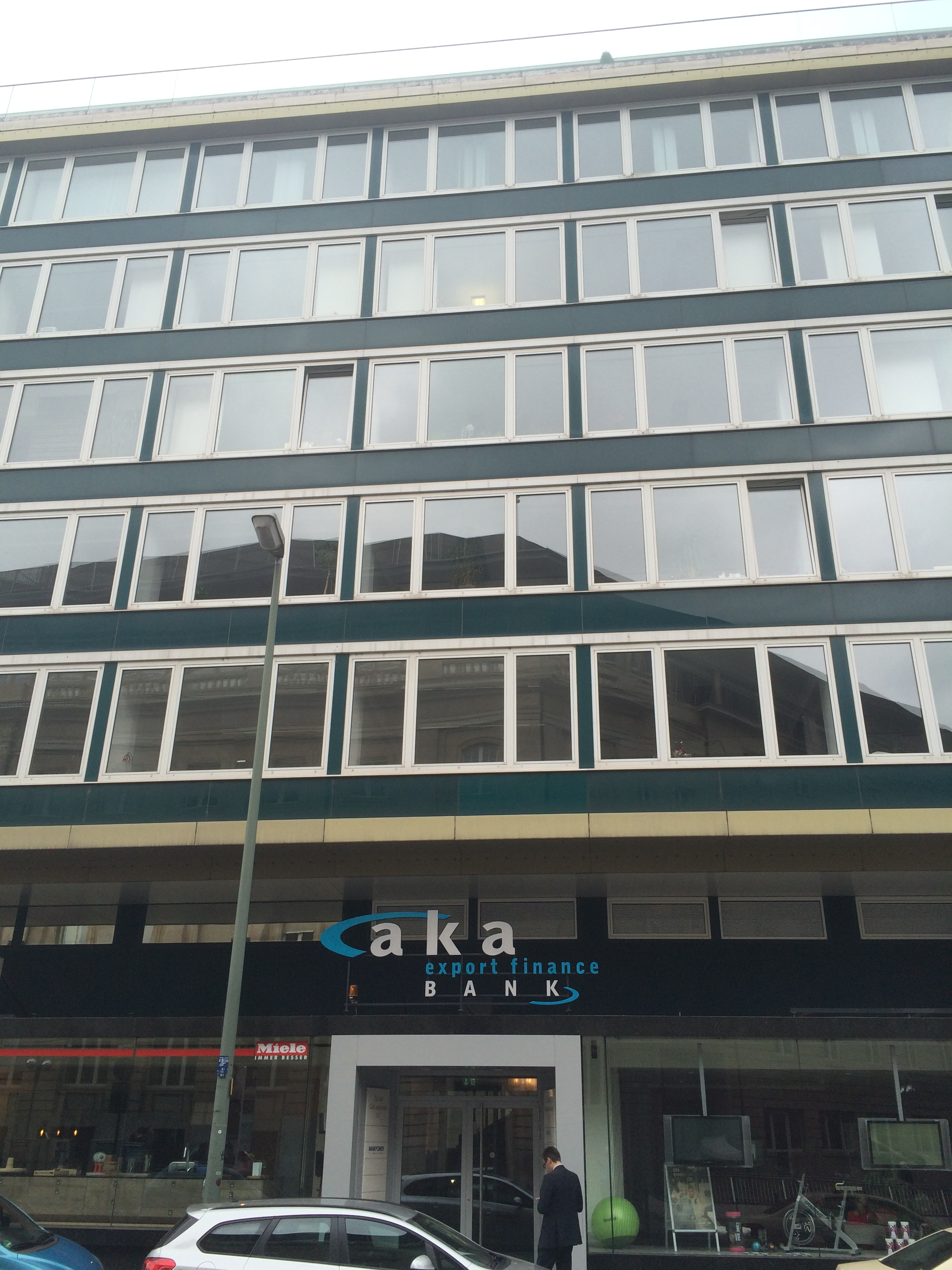
AKA in Frankfurt am Main 2015

Die AKA Ausfuhrkredit-Gesellschaft mbH, kurz AKA, ist eine Spezialbank für Exportfinanzierungen mit Sitz in Frankfurt am Main.
Das Bankhaus ist nach ihrer Bilanzsumme eines der 100 größten deutschen Kreditinstitute, obwohl sie lediglich rd. 150 Mitarbeiter beschäftigt. Der Grund hierfür liegt in der Struktur des Geschäftes. Die AKA ist eine Konsortialbank. Ihre Gesellschafter (Konsorten) sind 17 Banken. Die AKA verfügt über ein Kernkapital von 308 Millionen Euro. Das Institut bietet Finanzierungen und Dienstleistungen im Zusammenhang mit kurz-, mittel- und langfristigen Exportgeschäften sowie internationalen Geschäften an.
Ein wesentliches Angebot sind CIRR-Kredite, aus dem ERP-Sondervermögen subventionierte Festzinssatzkredite mit Hermesdeckungen von deutschen Lieferungen und Leistungen in ausgewählte Länder. In Deutschland darf neben der AKA nur noch die staatliche KfW diese Kredite anbieten.

## Gesellschafter
- Deutsche Bank AG
- Commerzbank AG
- Unicredit Bank AG
- BayernLB
- ING-Diba AG
- Landesbank Baden-Württemberg
- Deutsche Sparkassen Leasing AG & Co. KG
- ODDO BHF Aktiengesellschaft AG[5]
- Hamburg Commercial Bank AG
- Norddeutsche Landesbank
- Landesbank Hessen-Thüringen
- DekaBank Deutsche Girozentrale
- Oldenburgische Landesbank AG
- SEB AG
- DZ Bank AG
- Kfw-IPEX-Bank
- IKB Deutsche Industriebank AG

## Geschichte
Die AKA wurde auf Betreiben von Hermann Josef Abs als privatrechtliches Pendant zur öffentlich-rechtlichen KfW Bankengruppe im Jahr 1952 gegründet. Der Gründungsname lautete AKA Ausfuhrkredit-Aktiengesellschaft, was das zweite A im Firmenname erklärt.